# Geositta saxicolina
Geositta saxicolina е вид птица от семейство Furnariidae.

## Разпространение
Видът е разпространен в Перу.